# カンカン (お笑い芸人)
カンカン（本名：柳沢 寛雄〈やなぎさわ ひろお〉、1976年7月14日 - ）は、グレープカンパニーに所属する日本のお笑い芸人。コンビ『TOKYO COOL』のボケ・ネタ作り担当。
兵庫県・西宮市出身。かつては吉本興業・ひばりプロダクション・SMA NEET Projectに所属していた。

## 来歴
- AB型。身長170cm。特技はスポーツ全般。金光第一高等学校（現・金光大阪高等学校）卒業。
- 吉本興業のアマチュアイベントに高校生の漫才コンビとして出演後、高校卒業後に正式デビュー。最初のコンビ「マイネームイズ」[1]解散後、ピン芸人「柳沢寛々」を経て、五人組の「GOBUGOBU」[1] →漫才コンビ「赤いタンバリン」（GOBUGOBUのリーダー・吉内一洋とのコンビ[2]、2000年 - 2004年）→ピン芸人「カンカン」→漫才コンビ「浜風キット」[1]（酒場ナビのイカとのコンビ、2004年12月 - 2005年）と結成、解散を繰り返し、その後再びピン芸人「カンカン」として活動。2015年から元グーとパーの前すすむ（上林尊久）とのコンビ「全力じじぃ」で活動し始め「有田ジェネレーション」内の企画「改名サミット」にてコンビ名を「TOKYO COOL」に改名した[3]。GOBUGOBUでは同じグーとパーの北口一樹と一緒に活動していた[2]。
- 「お笑い界のキャッツ・アイ」というキャッチコピーが付いていたことがあり、その名の通りキャッツ・アイのようにレオタードを着用し、腰にヒラヒラを巻いて登場していたことがあった[4]。
- その後主に演じているのは、カチンコを鳴らしてから演じる色々なシチュエーションのコント、アイドルおたくのニート生活のコント、野村監督の物真似でぼやくコントなど。

## エピソード
- 芸名は、ある占い師に決めてもらったという[5]。それまでは自分の芸名も、本名の柳沢寛雄から「ダーリン柳沢」→「柳沢寛々」→「柳沢カンカン」→「カンカン」と変遷した[6]。
- 高校には野球推薦で入学するほどのスポーツマンだったが、その時の監督には在学中に一度も名前を覚えてもらえなかったという。
- 2014年に結婚した[7]。司会を務めるtvk『saku saku』の2014年4月18日放送分で明らかにした。

## 出演

### テレビ番組
- saku saku（tvk）　
  - 2007年 - 2010年　声のみ、もしくはパンダマスク装着、タキシード・カンカン、タコヤKINGでの出演
  - 2014年4月 - 2016年3月　MC（パペット『ポンモップ』として声のみの出演）
- お笑い図鑑 ハマヌキ（tvk）
- 爆笑オンエアバトル （NHK） 戦績1勝3敗 最高449KB
- イツザイ（テレビ東京） - 2008年10月11日「インディーズ芸人オーディション」 キャッチコピーは「内弁慶」
- お笑いTV「ニコニコ笑い汁」（MONDO21）
- アリなし〜アリケン★ゴールデンスタジアム〜（テレビ東京）- 2011年5月21日

### ラジオ番組
- B-BOX FRIDAY HYPER!（RADIO BERRY金曜日13:00-18:54）内　ウィークエンドリポートのリポーターとして出演[8]
- RBZ FRIDAY（RADIO BERRY）- リポーター
- アゲメン↑↑↑（RADIO BERRY）- メインパーソナリティ

### ゲーム
- ガールフレンド（仮）（サイバーエージェント、2021年8月31日） 悪スカウト男 役（声の出演）

### web番組
- SMA祭り（（あっ!とサンデーアフタヌーンLIVE[9]）[10]（あっ!とおどろく放送局） - 2011年9月から毎月第1日曜日 MC
- 楽遊のさきどりボーイズ[11]（ミクチャ） - 2024年11月25日配信分[12]

### 単独ライブ
- 2007年11月15日  -  「ゴリラのビンタ!」